# (30718) Records
(30718) Records est un astéroïde de la ceinture principale, découvert le 14 septembre 1955 à l'observatoire Goethe Link près de Brooklyn, dans l'Indiana. Sa désignation provisoire était 1955 RB1. Il tire son nom de Brenda Records, qui travailla au département d'astronomie de l'université d'Indiana. Il possède une magnitude absolue de 13,7.